# Marek Różycki (1938–2004)
Marek Różycki (ur. 10 października 1938 w Serocku, zm. 22 czerwca 2004) – polski samorządowiec, wieloletni prezydent Olsztyna.
Ukończył liceum ogólnokształcące w Tomaszowie Mazowieckim, następnie Pomaturalne Technikum Melioracyjne w Siedlcach (1962). Studiował w Szkole Głównej Gospodarstwa Wiejskiego w Warszawie, którą ukończył z dyplomem magistra inżyniera melioracji (1969). Pracował w Rejonowym Kierownictwie Robót Wodno-Melioracyjnych w Siedlcach, kolejno jako stażysta, kierownik budowy i kierownik grupy robót (1962–1966), potem był zastępcą dyrektora Rejonowego Przedsiębiorstwa Melioracyjnego w Pasłęku (1966–1968), dyrektorem Przedsiębiorstwa Konserwacji Urządzeń Wodnych i Melioracyjnych w Górowie Iławeckim (1968–1970), dyrektorem Rejonowego Przedsiębiorstwa Melioracyjnego w Szczytnie (1970–1977). Należał do Stowarzyszenia Inżynierów i Techników Wodnych i Melioracyjnych.
Od 1977 był prezydentem Olsztyna; na początek sprawowania przez niego tego urzędu przypadło m.in. przeprowadzenie centralnych dożynek w Olsztynie. W związku z tymi uroczystościami powstało w mieście wiele nowych obiektów, m.in. stadion piłkarski Stomilu oraz hala widowiskowo-sportowa „Urania”. W okresie prezydentury Różyckiego rozpoczęto także budowę nowych osiedli mieszkaniowych – Nagórki i Jaroty, zmodernizowano oczyszczalnię ścieków oraz zainicjowano festiwal Olsztyńskie Noce Bluesowe.
Różycki ustąpił z funkcji prezydenta miasta w maju 1990, po wyborach samorządowych, zastąpił go Jerzy Bukowski.
Był odznaczony m.in. Krzyżem Kawalerskim Orderu Odrodzenia Polski (1983), Złotym (1976) i Srebrnym (1971) Krzyżem Zasługi, Medalem 40-lecia Polski Ludowej (1984), odznaką honorową "Zasłużonym dla Warmii i Mazur" (1984) oraz odznakami resortowymi.
Spoczywa na cmentarzu komunalnym w Olsztynie (kw. 10A rząd 1 grób 3).